# Женжави (Мазовецьке воєводство)
Женжави (пол. Rzężawy) — село в Польщі, у гміні Журомін Журомінського повіту Мазовецького воєводства.
Населення — 239 осіб (2011).
У 1975-1998 роках село належало до Цехановського воєводства.

## Демографія
Демографічна структура станом на 31 березня 2011 року:
|          | Загалом | Допрацездатний вік | Працездатний вік | Постпрацездатний вік |
| -------- | ------- | ------------------ | ---------------- | -------------------- |
| Чоловіки | 118     | 21                 | 83               | 14                   |
| Жінки    | 121     | 22                 | 66               | 33                   |
| Разом    | 239     | 43                 | 149              | 47                   |